# The Wings of War
The Wings of War — девятнадцатый студийный альбом американской трэш-метал-группы Overkill, выпущенный 22 февраля 2019 года. Это первый альбом с участием барабанщика Джейсона Биттнера, заменившего Рона Липники, который ушел из группы вскоре после выхода предыдущего альбома группы, The Grinding Wheel (2017).

## Об альбоме
Примерно через год после выхода The Grinding Wheel Overkill объявили, что они в студии работали над демоверсиями для своего девятнадцатого студийного альбома. Два месяца спустя Биттнер объявил на своей странице в Facebook, что они были на этапе «предварительного производства» альбома.

Когда его спросили в апреле 2018 года в интервью Джимми Кею из канадского The Metal Voice, чего фанатам ожидать услышать в альбоме, фронтмен Бобби «Блиц» Эллсворт заявил: 
«Я думаю, что мы поймали волну на последних четырех альбомах. Частью этой волны был Рон Липники за барабанами, а Рона сейчас нет, поэтому я не знаю, чего ожидать. Но красота в том, что, когда вы находитесь в команде писателей, это становится мотивационным. Теперь, очевидно, это будет хэви-металическая запись, мы не отступаем так далеко от нашей формулы. Но как эта запись будет звучать? На данный момент это звучит как металлическая пластинка. Я думаю, что дополнение Джейсона Биттнера к группе в некоторых случаях сделает ее напыщенной в некотором роде; он очень современный, когда дело доходит до барабанов. Поэтому я действительно думаю, что у нас есть возможность сделать что-то отличное. Кто знает? Это может быть новая глава, и где-то в этой области неизвестности — то, что меня вдохновляет сейчас.»
10 октября 2018 года, во время интервью Эдди Транку из Trunk Nation, Д. Д. Верни объявил, что альбом закончен: «Я только что закончил финальную последовательность действий и все такое, так что все завершено. Теперь мы работаем над обложкой. У нас все еще нет названия — нам нужно придумать что-то поскорее — но у нас еще много чего на горизонте. И новый альбом выйдет где-то в феврале.»

28 ноября 2018 года группа объявила, что новый альбом выйдет 22 февраля 2019 года. Также она опубликовала трек-лист, состоящий из 10 песен и обложку альбома. Эллсворт комментирует: 
«Работа над The Wings of War была настоящим ураганом! Это что-то старое, что чувствуется новым вновь, потому что с появлением Джейсона Биттнера „химия“ в группе изменилась. Мне с самого начала было любопытно, как все будет? Я думаю, что мы достигли здесь нового, усовершенствованного Overkill, который включает новую химию, но уходит корнями в настоящее. Новая формула дала не только больше грубой силы, но и больше возможностей для мелодии, победы. Ключ в том, чтобы быть заинтересованным не только в изменении, но и в его части. Вот что я вам скажу: делать альбомы Overkill — это до сих пор чертовски весело».
14 декабря 2018 года альбом был открыт для предзаказа на сайте Nuclear Blast, а также были выпущены первый сингл с альбома «Last Man Standing» и видео с лирикой. 3 января 2019 года группа выпустила первый трейлер альбома в виде документального сериала под названием «Welcome to the Garden State», в котором рассказывают об истории группы. Видео с лирикой на песню «Head of a Pin» было выпущено 18 января 2019 года.
Тур в поддержку альбома

28 января 2019 года группа объявила о туре в поддержку The Wings of War в США, в котором они будут гастролировать с Death Angel и Act of Defiance. Тур начался 25 апреля 2019 года в Балтиморе.

## Реакция
Альбом получил положительные отзывы музыкальных критиков. Обозреватель Blabbermouth.net Джей Х. Горания дал альбому рейтинг из семи с половиной баллов и назвал его «всем, на что надеются давние фанаты». В заключение своего обзора он написал: «Для стареющей трэш-металлической группы это впечатляющий подвиг — выпустить одно из своих лучших достижений за три десятилетия в игре, и это именно то, что они сделали с Ironbound 2010 года. Сейчас группе почти 40 лет, и даже несмотря на то, что The Wings of War не совсем крушит как Ironbound, он несколько лучше, чем три альбома, выпущенные между ними: The Electric Age, White Devil Armory и The Grinding Wheel… Хотя The Wings of War не является необходимым для обязательного прослушивания сам по себе, он, безусловно, хорош и интересен, и служит прекрасным саундтреком для тренировки или подготовки к ночи в городе».
Натан Дюфор из KNAC.com дал «The Wings of War» четыре звезды из пяти и назвал его «драгоценным камнем», в то время как Agoraphobic News назвали его лучшим альбомом Overkill со времен Ironbound. Джо Дейли из Metal Hammer написал: «Если большая часть альбома состоит из „олдскульных“ трэшевых боевиков, то в „Distortion“ и „Where Few Dare To Walk“ можно услышать различные влияния от металла начала 70-х до НВБХМ.» Loudwire включил альбом в список «50 лучших метал-альбомов 2019 года».
Альбом занял пятую строчку в немецких чартах; это лучший результат для группы в стране.

## Список композиций
| №                   | Название                      | Длительность |
| ------------------- | ----------------------------- | ------------ |
| 1.                  | «Last Man Standing»           | 5:49         |
| 2.                  | «Believe in the Fight»        | 5:03         |
| 3.                  | «Head of a Pin»               | 5:56         |
| 4.                  | «Bat Shit Crazy»              | 4:33         |
| 5.                  | «Distortion»                  | 6:09         |
| 6.                  | «A Mother's Prayer»           | 3:58         |
| 7.                  | «Welcome to the Garden State» | 4:42         |
| 8.                  | «Where Few Dare to Walk»      | 5:25         |
| 9.                  | «Out on the Road-Kill»        | 4:41         |
| 10.                 | «Hole in My Soul»             | 4:47         |
| 11.                 | «In Ashes (бонусный трек)»    | 5:35         |
| Общая длительность: | Общая длительность:           | 56:38        |

## Участники записи
Overkill
- Бобби Эллсворт — вокал
- Д. Д. Верни — бас-гитара, бэк-вокал
- Дэйв Линск — гитара
- Дэрек Тэйлер — ритм-гитара
- Джейсон Биттнер[англ.] — ударные

Производство
- Overkill — продюсеры
- Кристофер Харрис («Zeuss») — сведение, мастеринг

Обложка и дизайн
- Трэвис Смит — обложка, макет

## Позиции в чартах
| Чарт (2019)                           | Пиковая позиция |
| ------------------------------------- | --------------- |
| Австрия (Ö3 Austria)                  | 23              |
| Бельгия/Валлония (Ultratop)           | 99              |
| Чехия (ČNS IFPI)                      | 78              |
| Франция (SNEP)                        | 153             |
| Германия (Offizielle Top 100)         | 5               |
| Италия (FIMI)                         | 99              |
| Шотландия (Scottish Albums Chart)     | 30              |
| Швейцария (Schweizer Hitparade)       | 13              |
| США (Billboard 200)                   | 158             |
| США (Billboard Independent Albums)    | 3               |
| США (Billboard Top Hard Rock Albums)  | 9               |
| США (Billboard Top Rock Albums)       | 28              |
| США (Billboard Top Tastemaker Albums) | 4               |